# Ilha de Paquetá

Ön Paquetá (1908).

Ilha de Paquetá är en ö i Brasilien.   Den ligger i delstaten Rio de Janeiro, i den sydöstra delen av landet, 900 km sydost om huvudstaden Brasília. Arean är 1,2 kvadratkilometer.
Terrängen på Ilha de Paquetá är mycket platt. Öns högsta punkt är 60 meter över havet. Den sträcker sig 2,3 kilometer i nord-sydlig riktning, och 1,2 kilometer i öst-västlig riktning.
Runt Ilha de Paquetá är det i huvudsak tätbebyggt. Runt Ilha de Paquetá är det mycket tätbefolkat, med 5 021 invånare per kvadratkilometer.